# Гиффард, Джон, 1-й барон Гиффард
Джон Гиффард (англ. John Giffard; 1232 — 29 мая 1299, Бойтон, Уилтшир, Королевство Англия) — английский аристократ, 1-й барон Гиффард с 1295 года. Был сторонником Симона де Монфора, участвовал во Второй баронской войне, но в 1265 году перешёл на сторону короны и получил прощение. Участвовал в войнах короля Эдуарда I в Уэльсе, Шотландии и Гаскони, смог расширить семейные владения благодаря королевским пожалованьям и выкупу, полученному за знатных пленников.

## Происхождение
Джон Гиффард принадлежал к старинному роду, представители которого находились в близком родстве с герцогами нормандскими: первый из этой семьи, Готье I Жиффар, приходился племянником Ричарду I. Готье принял участие в нормандском завоевании Англии. Его старший сын того же имени стал графом Бекингем, а ещё один сын, Осберн (непосредственный предок Джона), согласно «Книге Страшного суда» 1086 года был обладателем обширных владений в Глостершире и Оксфордшире. Отец Джона, Элиас Гиффард, в качестве вассала графов Глостерских владел землями в Глостершире и Уилтшире с центром в замке Бримпфилд. Джон был его старшим сыном от второй жены, Элис Мальтраверс.

## Биография
Джон Гиффард родился в 1232 году. Когда мальчику было всего четыре года, отец обручил его с Альберадой де Канвиль (примерно ровесницей); впрочем, этот брак не был заключён, и Альберада впоследствии стала монахиней. Потеряв отца в возрасте 16 лет, Джон стал номинальным хозяином обширного наследства. До 1253 года Джон пребывал под опекой королевы Элеоноры Прованской. В 1256 году он участвовал в походе в Ирландию, по возвращении из которого был посвящён в рыцари, в 1257—1258 и 1260—1261 годах — в войне с князем Уэльса. В 1262 году Гиффард оказался в числе тех молодых аристократов из окружения наследного принца Эдуарда, которым пришлось покинуть королевский двор из-за враждебности савойских родственников Генриха III, причём ему даже было запрещено носить оружие и участвовать в турнирах.
Сэр Джон примкнул к Симону де Монфору, возглавившему оппозиционную часть английской знати. Целью Монфора было ограничить влияние иностранных королевских родственников, и Гиффард оказался одним из наиболее энергичных и последовательных его сторонников. В 1263 году, когда противостояние переросло в гражданскую войну, сэр Джон разграбил владения Роджера Мортимера, оставшегося преданным короне; в результате двое баронов стали врагами на всю жизнь. В том же году Гиффард был одним из баронов, которые захватили чужеземного епископа Херефорда Питера д’Эгебланша и напали на сэра Мэтью де Бесиля в Глостере. Вскоре он снова сблизился с принцем Эдуардом — возможно, из-за переговоров Монфора с валлийцами о союзе. Сэр Джон поклялся поддерживать принца и принял от него 50 фунтов, но в конце 1263 года вернул эти деньги и снова присоединился к Монфору. Один из хронистов сообщает, что Гиффард помог мятежникам взять Глостер, проникнув в город под видом торговца шерстью. В марте 1264 года барон осаждал Глостерский замок, где засел принц Эдуард, но взять крепость на смог.
Архиепископ Кентерберийский отлучил Гиффарда от церкви, но это не повлияло на развитие событий. Сэр Джон занял Уорикский замок и захватил там в плен графа, Уильяма Модита, и его жену. 14 мая 1264 года он сражался при Льюисе, где мятежные бароны одержали победу; в начале битвы Гиффард попал в плен, но вскоре получил свободу и сам пленил Уильяма де ла Зуша. Спор о том, кому достанется выкуп за этого барона, приказ о сдаче некоторых земель и конфликт между Монфором и Гилбертом де Клером, в чью свиту перешёл Гиффард после Льюиса, привели к переходу Джона на сторону короля. Гиффард сражался 4 августа 1265 года при Ившеме, где Монфор потерпел поражение и погиб. В знак признания его заслуг сэр Джон получил прощение за былое участие в мятеже. Благодаря выкупу, полученному за знатных пленников, земельным пожалованиям от короны и Гилберта де Клера он расширил свои владения и поправил финансовые дела.
Некоторое время после гражданской войны Гиффард не участвовал в общегосударственных делах (возможно, потому, что перешёл к сельской жизни). В 1271 году он похитил и сделал своей женой Матильду Лонгспи, дочь и наследницу сэра Уолтера Клиффорда. В результате сэр Джон был оштрафован королём на 300 марок, но зато приобрёл обширные земли в Валлийской марке. Он участвовал во всех войнах Эдуарда I — в Уэльсе (там он был одним из командиров отряда, в схватке с которым в 1282 году погиб Лливелин ап Грифид), в Шотландии, во Франции. Во время войны в Гаскони в 1294—1295 годах Гиффард был комендантом замка Поденсак и сдал крепость Карлу Валуа; это возмутило местную знать, и сэра Джона даже отдали под суд, но без серьёзных последствий для него. Гиффард до конца своей жизни оставался в милости у короля. 
В награду за службу сэр Джон получил новые владения в Западном Уэльсе и замок Дайнфур, в былые времена резиденция королей Дехейбарта. Он был вызван в парламент в 1295 году, и это событие считается началом истории баронии Гиффард. В 1297 году, когда король находился во Фландрии, сэр Джон был одним из членов регентского совета. Барон умер 30 мая 1299 года в своей усадьбе Бойтон в Уилтшире.
В источниках сэра Джона описывают как доблестного и умелого солдата, благоразумного и сдержанного человека. В 1283 году он купил у госпитальеров святого Иоанна Иерусалимского дом в Оксфорде, на Стоквелл-стрит, и подарил его общине бенедиктинского ордена провинции Кентербери. В этом доме был основан Глостерский колледж, где учились одновременно тринадцать человек.

## Семья
В возрасте 4 лет Гиффарда обручили с его ровесницей Альберадой де Камвиль, но этот брак так и не был заключён. В 1271 году Джон похитил Матильду Клиффорд, дочь и наследницу Уолтера III де Клиффорда и Мараред верх Лливелин, вдову Уильяма III де Лонгспи, и женился на ней. В этом браке родились:
- Кэтрин, жена Николаса Одли, барона Одли[4];
- Элеанора[4], жена Фулька ле Стрейнджа, 1-го барона Стрейндж из Блэкмера[11];
- Мод[4], жена Уильяма де Женевиля[3].

После смерти первой жены в 1281 году или несколько позже Гиффард женился на Маргарет де Невиль, вдове Джона де Невиля (1286). Во втором браке у него родился сын Джон, 2-й барон Гиффард.